# Maurizia Paradiso
Maurizia Paradiso (Milano, 25 giugno 1955) è una conduttrice televisiva ed ex attrice pornografica italiana.

## Biografia
Nasce a Milano come Maurizio Paradiso, nel quartiere Niguarda, il 25 giugno 1955. La madre, Bruna Oliva, era una prostituta diciottenne che al momento della nascita era sposata con Luigi Paradiso, venditore ortofrutticolo del capoluogo lombardo; tuttavia non vi sono certezze su chi sia il vero padre. Maurizia, nella sua autobiografia dal titolo I travestiti vanno in Paradiso, ha raccontato di avere avuto un'infanzia molto difficile, trascorsa accanto alla madre che si prostituiva.
A sei anni inizia il suo calvario nel primo di una serie di collegi, nei quali subirà violenze psicologiche, fisiche e sessuali, da parte di compagni e insegnanti. La madre arriva addirittura a chiederle di sparare a una rivale di strada, meglio nota come "la Tigre". Con l'adolescenza e la presa di coscienza della sua transessualità, Maurizia inizia a esibirsi en travesti nei locali milanesi come il teatro Smeraldo con lo pseudonimo di "Laura Kelly" e in quel periodo comincia la cura a base di ormoni come parte di un percorso di transizione; a ventitré anni si è sottoposta a un intervento per l'aumento del seno, al quale sono seguite altre operazioni, fino ad arrivare al definitivo cambiamento di sesso e di nome in una clinica di Londra il 31 ottobre 1978.

### Il successo negli anni Ottanta e Novanta
Durante il periodo degli anni Ottanta Maurizia Paradiso si è fatta strada nel mondo dello spettacolo grazie anche al suo acume e alla sua ironia. La sua prima esperienza cinematografica è il film Romance del 1986 al fianco di Walter Chiari e Luca Barbareschi, ma a renderla celebre sono le televendite erotiche di Rete A (dove lancia il suo celebre slogan "Amici de las noches!") e le trasmissioni Colpo grosso, in cui subentra a Umberto Smaila nel 1991, Vizi privati, pubbliche visioni (1993-1994) e anche la conduzione di un Festival di Sanscemo nel 1994. Nel 1993 esordisce inoltre come attrice pornografica nel film Il segreto di Maurizia, diretto da Frank Simon e prodotto da Riccardo Schicchi. Negli anni successivi, pur continuando a lavorare nel campo delle televendite, a condurre alcune trasmissioni su emittenti locali, a partecipare a pellicole pornografiche e al MiSex, il clamore e la curiosità legate al personaggio di Maurizia Paradiso andarono affievolendosi.

### Gli anni Duemila e la malattia
Nel 2007 Maurizia Paradiso ha pubblicato il suo primo libro, un'autobiografia intitolata I travestiti vanno in Paradiso. Durante la primavera del 2009 prende parte come ospite fisso al programma di Italia 1 Chiambretti Night all'interno del segmento Moana's Story, in cui viene ripercorsa la storia della sua amica e collega Moana Pozzi; durante una delle puntate ha suscitato clamore uno svenimento avuto dalla Paradiso in seguito a una confessione di Antonio Di Cesco, marito della Pozzi. Nello stesso anno partecipa per l'ultima volta alle riprese di un film pornografico, I segreti di Moana, ultimo lavoro del regista Riccardo Schicchi, e pubblica due singoli dance intitolati Mi piace grosso e Tira.
Il 3 febbraio 2013 avrebbe tentato di sottrarre l'incasso della prima edizione del Sex Festival (prima MiSex) di Milano, rivendicando il diritto a prendersi i soldi in quanto "direttrice artistica del festival". Fermata dallo staff del festival, è stata poi condotta in caserma dai carabinieri per accertamenti e infine denunciata per rapina impropria dall'organizzatore dell'evento. Verrà poi assolta con formula piena nel 2017 in quanto il fatto non sussiste. Sempre nel 2013 comincia a lavorare presso l'emittente padovana La9, dove conduce i programmi Calcio in topless, rinnovato per più edizioni, e Sanremo rovinati, reportage dal Festival di Sanremo 2014. Maurizia torna a lavorare nelle televendite su canali provinciali e ad esibirsi in show live nei locali milanesi con concerti dal titolo Maurizia canta Patty, un omaggio a Patty Pravo che ripercorre anche la carriera di Maurizia.
Nel febbraio del 2015 Maurizia annuncia di essere malata di leucemia, ricoverandosi presso l'Ospedale San Gerardo di Monza. Ha spiegato di aver scoperto la patologia dopo essersi ripetutamente sentita male durante le registrazioni del programma Calcio in topless. Il 24 maggio il programma di Italia 1 Le Iene le dedica un servizio, in cui Maurizia dalla sua camera d'ospedale racconta al pubblico nei dettagli la malattia che l'ha colpita. Dopo otto mesi di cure, il 26 settembre ritorna sulle scene ospite del Gay Village di Roma dove, intervistata da Vladimir Luxuria, annuncia di essere guarita e pronta a tornare in televisione con una nuova versione della sua storica trasmissione Vizi privati, andata in onda per due stagioni su Retebrescia. Nel febbraio del 2016 è nuovamente intervistata da Le Iene ed è ospite del programma Domenica Live, condotto da Barbara D'Urso, per denunciare un ingente furto di denaro da lei subito mentre era sotto cure in ospedale.
Nel novembre del 2019, in un'intervista dopo la morte della madre, sostiene di essere stata abbandonata dal mondo dello spettacolo, lamentando di non essere più stata invitata in nessuna trasmissione televisiva e di essere in condizioni economiche precarie.
Durante la pandemia di Covid-19, nella primavera 2020 fa scalpore mediatico per un'accesa lite con un'anziana che la rimprovera di aver illecitamente parcheggiato su un posto riservato ai disabili. Negli anni successivi i suoi video e il suo personaggio diventano dei meme virali sui social network.

## Vita privata
Ha sposato nel 1993 Claudio Tajana, un industriale figlio di un noto politico svizzero. I due però hanno divorziato quando Maurizia ha scoperto che l’uomo avrebbe investito e ucciso una persona senza subire conseguenze legali. Ha poi sposato un altro uomo, Roberto, dal quale divorzierà nel 2009.

## Programmi televisivi
- Magico mondo di notte (Rete A, 1986-1990)
- Colpo grosso (Italia 7, 1991-1992)
- Colpo di scena (Rete A, 1992)
- Vizi privati, pubbliche visioni (Lombardia 7, 1993-1994)
  - Vizi privati 2.0 (Retebrescia, 2015-2017)
  - Vizi privati Sprint (Telemilano, 2017)
- 5º Festival di Sanscemo (Italia 9 Network, 1994)
- Buonanotte Italia (Retemia, 1994)
- Non solo noia (Telecampione, 1994-1995)
- TG Rosa (Odeon TV, 1997) - Inviata
- Buoni e cattivi (Telelombardia, 2000-2001)
- Proposte indecenti (Primantenna, 2004-2005; La 9, 2013)
- Porca a porca (Telecampione, 2006)
- Baciami stupido (Sky 867, 2007-2008)
- Le Mauriziate (Sky 867, 2007-2008)
- Qualcosa di transverso (Sky 867, 2008)
- Chiambretti Night (Italia 1, 2009) - Ospite fisso
- Fiesta latina (7 Gold, 2012) - Ospite fisso
- Calcio in topless (La 9, 2013-2015)
- Sanremo rovinati (La 9, 2014)
- Telefoni erotici (La 9, 2019)

### Web
- Temptation House (web reality show, 2007) - Concorrente
- Baciami stupido (YouTube, 2021)

## Filmografia

### Filmografia pornografica
- Il segreto di Maurizia, regia di Frank Simon (1992)
- Donna d'onore - Femmina in calore, regia di Frank Simon (1993)
- Gran Bordello, regia di Frank Simon (1994)
- Octopussy Connection, regia di Silvio Bandinelli (1994)
- Bordello, regia di Silvio Bandinelli (1996)
- Indovina chi viene a cena?, regia di Marzio Tangeri (1997)
- Maurizia in paradiso, regia di Andrea Lucci (2000)
- Maurizia Superstar, regia di Andrea Lucci (2000)
- Fantastica Maurizia, regia di Andrea Lucci (2000)
- Stranaminchia (2001)
- Banana meccanica, regia di Marcus Dolby (2002)
- Ansia, regia di Marcus Dolby (2002)
- Televendite, regia di Marcus Dolby (2004)
- Le trans cavalcate di Maurizia, regia di Marco Ferri (2004)
- I segreti di Moana, regia di Riccardo Schicchi (2009)

### Filmografia tradizionale
- Romance, regia di Massimo Mazzucco (1986)
- Zanzibar, regia di Marco Mattolini – Sitcom, 2 episodi (1988)
- City Hunter Special: La rosa nera – Doppiaggio edizione italiana (2004)

### Videoclip
- Il primo giorno del mondo dei Delta V (1999)

## Discografia

### Album
- 1992 – Agitare prima dell'uso (pubblicato come Maurizia de las noces)

Lato A
1. The Message (Martegani - Maurizia Paradiso) – 5:02
2. Vigliacco! (Martegani - Maurizia Paradiso) – 5:13
3. La bambola (Patty Pravo cover) (Bruno Zambrini) – 4:50

Lato B
1. Hard Core (Zennaro - Maurizia Paradiso) – 4:39
2. Damnation (Martegani - Maurizia Paradiso) – 5:43
3. Conclusioni (Fabio Bertin) – 5:00

### Singoli
- 1990 – Dai dai dai (pubblicato come Trans Girl)
- 2009 – Tira

### Altri brani
- 1991 – Non è peccato (sigla di chiusura di Colpo grosso)
- 1992 – Usare con cautela
- 2009 – Mi piace grosso

## Pubblicazioni
- Maurizia Paradiso e Stefania Vitulli, I travestiti vanno in Paradiso, Aliberti editore, 2007, ISBN 978-88-7424-282-5.